# Zaza Burchuladze

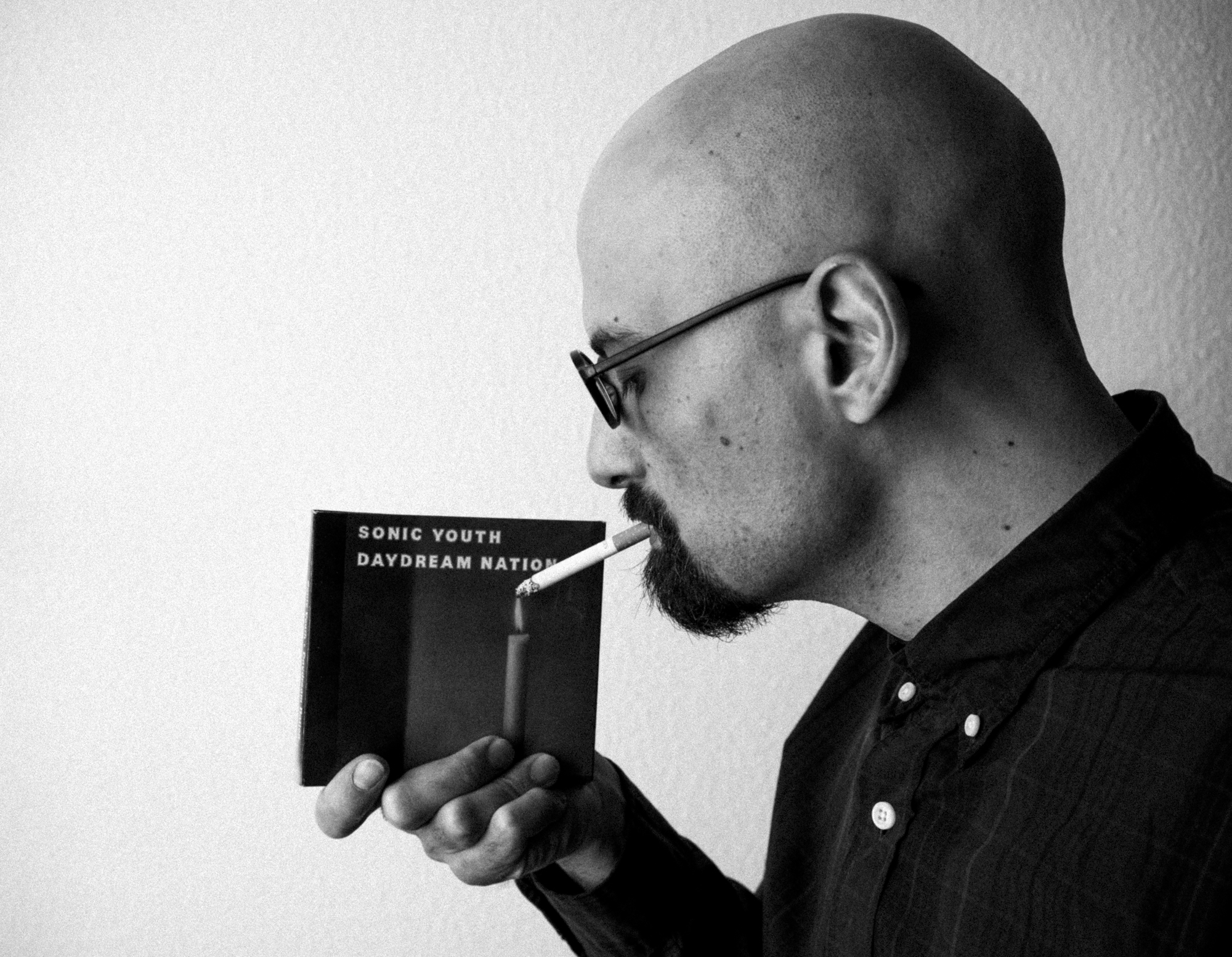
Zaza Burchuladze (2014)

Zaza Burchuladze (georgisch ზაზა ბურჭულაძე, Sasa Burtschuladse; geboren am 9. September 1973 in Tiflis, Georgische SSR) ist ein nach Berlin exilierter postmoderner georgischer Schriftsteller, Dramatiker und Übersetzer.

## Leben
Burchuladze studierte Kunstwissenschaft und Malerei an der Staatlichen Akademie der Künste Tiflis. Seit 1998 veröffentlichte er Erzählungen und Essays in georgischen Zeitungen und Magazinen. Bis 2001 veröffentlichte er in Georgien unter dem Autoren-Pseudonym Gregor Samsa, einer Anspielung auf die berühmte Erzählung Die Verwandlung von Franz Kafka. 2007 spielte er eine Hauptrolle in dem Film Jako’s Dispossessed, der Verfilmung eines Romans von Micheil Dschawachischwili.
Er übersetzte zahlreiche Klassiker und zeitgenössische Belletristik aus dem Russischen ins Georgische, darunter Fjodor Dostojewski und Daniil Charms. Einige Romane von ihm wurden ins Französische, Englische, Polnische und Russische übersetzt veröffentlicht. Sein Roman Inflatable Angel gewann 2011 den Literaturpreis der Staatlichen Ilia-Universität als „Bester Roman des Jahres“. Im Jahre 2014 wurde er zur „Nuit de la Littérature“ nach Paris eingeladen.
Burchuladze gilt in seiner Heimat als einer der bedeutenden georgischen zeitgenössischen Autoren. Seine Heimatstadt verließ er allerdings Anfang 2014 fluchtartig in Richtung Deutschland, nachdem er in Tiflis an Leib und Leben bedroht worden war. Religiöse Extremisten verbrannten öffentlich seine Romane und Essays, er wurde auf offener Straße angegriffen und verprügelt und der damalige georgische Präsident Micheil Saakaschwili beschimpfte ihn in einer Nachrichtensendung.
Zaza Burchuladze lebt seit Januar 2014 in Berlin.

## Werke
- 1997: Two Candies, Roman, (als Gregor Zamza)
- 1998: The Third Candy, Erzählungen, (als Gregor Zamza)
- 1999: You, Roman, (als Gregor Zamza)
- 2000: With Soul, (als Gregor Zamza)
- 2001: Simpsons, Roman
- 2002: A Letter to Mother
- 2003: Mineral Jazz, Roman
- 2004: Gospel According to Donkey, Roman
- 2005: Instant Kafka, Kurzgeschichte
- 2007: The Other Key, Kinderfilm-Drehbuch
- 2007: Phonogram, Kurzgeschichtensammlung
- 2008: Passive Attack, Roman
- 2009: Adibas, Roman
  - 2015: Adibas, Roman, aus dem Georgischen von Anastasia Kamarauli unter Mitarbeit von Tom Müller, Blumenbar Verlag, Berlin 2015. 189 S. ISBN 978-3-351-05021-4
- 2010: Instant Kafka, Kurzgeschichtensammlung
- 2011: Inflatable Angel, Roman
  - 2018: Der aufblasbare Engel, Roman, aus dem Georgischen von Maia Tabukashvili, Blumenbar Verlag, Berlin 2018. 192 S. ISBN 978-3-351-05058-0
- 2015: Turistis sauzme, Roman
  - 2017: Touristenfrühstück, Roman, aus dem Georgischen von Natia Mikeladse-Bachsoliani, Blumenbar Verlag, Berlin 2017. 176 S. ISBN 978-3-351-05036-8
- 2022: wardis surneli (ვარდის სურნელი), Roman
  - 2022: Zoorama, Roman, aus dem Georgischen von Sybilla Heinze, Tropen Verlag, Stuttgart 2022. 319 S. ISBN 978-3-608-50011-0

## Auszeichnungen
- 2003: Tsinandali Literaturpreis für Mineral Jazz
- 2008: Bakur Sulakauri Literaturpreis für Passive Attack
- 2011: Ilia State University Preis für Inflatable Angel
- 2018: Brücke Berlin Literatur- und Übersetzerpreis (zusammen mit der Übersetzerin) für Touristenfrühstück
- 2020: Arbeitsstipendium des Senat von Berlin[3]

## Belege
1. ↑  Georgian literature in translations (PDF), Georgian National Book Center 2014
2. ↑  Radikalautor Burchuladze: Hardcore, dieser Hedonismus!, Rezension über den Roman Adibas in Der Spiegel vom 11. November 2015, abgerufen am 5. Dezember 2015.
3. ↑  Förderergebnisse Literatur. 5. Mai 2020, abgerufen am 15. November 2020.

| Personendaten    | Personendaten |
| ---------------- | --- |
| NAME             | Burchuladze, Zaza |
| ALTERNATIVNAMEN  | Burčulaże, Zaza; Burčulaje, Zaza; Gregor Zamza (Pseudonym); Burtschuladse, Sasa (georgisch, transkribiert); ზაზა ბურჭულაძე (georgisch) |
| KURZBESCHREIBUNG | georgischer Schriftsteller |
| GEBURTSDATUM     | 9. September 1973 |
| GEBURTSORT       | Tiflis, Georgische SSR, Sowjetunion |